# Аффинное пространство
Аффи́нное простра́нство — математический объект (пространство), обобщающий некоторые свойства евклидовой геометрии. В отличие от векторного пространства, аффинное пространство оперирует с объектами не одного, а двух типов: «векторами» и «точками».

## Определение
Аффинное пространство, ассоциированное с векторным пространством {\displaystyle V} над полем {\displaystyle \mathbb {K} }, — множество {\displaystyle A} со свободным транзитивным действием аддитивной группы {\displaystyle V} (если поле {\displaystyle \mathbb {K} } явно не указано, то подразумевается, что это поле вещественных чисел).

### Комментарий
Данное определение означает, что определена операция сложения элементов пространства {\displaystyle A} (называемых точками аффинного пространства) с векторами из пространства {\displaystyle V} (которое называют пространством свободных векторов для аффинного пространства {\displaystyle A}), удовлетворяющая следующим аксиомам:
1. {\displaystyle (M+v)+w=M+(v+w)\in A} для всех {\displaystyle M\in A} и всех {\displaystyle v,w\in V};
2. {\displaystyle M+0=M} для всех {\displaystyle M\in A};
3. для любых двух точек {\displaystyle M,N\in A} существует единственный вектор {\displaystyle v\in V} (обозначаемый {\displaystyle {\overrightarrow {MN}}} или {\displaystyle {\overrightarrow {N-M}}}) со свойством {\displaystyle N=M+v}.

Таким образом, образ действия {\displaystyle v\in V} на {\displaystyle M\in A} обозначается {\displaystyle M+v}.

## Аффинное подпространство
Аффинное подпространство аффинного пространства {\displaystyle A} ― подмножество {\displaystyle A'\subset A}, являющееся сдвигом какого-либо линейного подпространства {\displaystyle V'\subset V}, то есть {\displaystyle A'=x+V'} при некоторой точке {\displaystyle x\in A}. Множество {\displaystyle A'} определяет {\displaystyle V'} однозначно, тогда как {\displaystyle x} определяется только с точностью до сдвига на вектор из {\displaystyle V'}. Размерность {\displaystyle A'} определяется как размерность подпространства {\displaystyle V'}.
Если {\displaystyle A_{1}=v_{1}+V'} и {\displaystyle A_{2}=v_{2}+V'}, то {\displaystyle A_{1}=A_{2}} тогда и только тогда, когда и {\displaystyle v_{1}-v_{2}\in V'}.
Пересечение аффинных подпространств также является аффинным подпространством либо пусто. Если оно не пусто, то его размерность удовлетворяет соотношению
{\displaystyle \dim(A_{1}\cap A_{2})\geq \dim A_{1}+\dim A_{2}-\dim A}.
Аффинное подпространство, которому соответствует подпространство коразмерности 1, называется гиперплоскостью.
Часто рассматриваются аффинные подпространства линейного пространства (снабжённого стандартной аффинной структурой — действием на себе сложением). Они иногда называются линейными многообразиями.
Такое аффинное подпространство является линейным подпространством тогда и только тогда, когда оно содержит 0.

## Связанные определения
Возможно рассматривать произвольные линейные комбинации точек аффинного пространства.
Однако результат обретает смысл в следующих двух случаях:
- комбинация — барицентрическая комбинация (то есть сумма её коэффициентов равна 1), и тогда она будет точкой из {\displaystyle A};
- комбинация — сбалансированная комбинация (то есть сумма её коэффициентов равна 0), и тогда она будет вектором из {\displaystyle V}.

По аналогии с понятием линейной независимости векторов вводят понятие аффинной независимости точек аффинного пространства. Именно: точки {\displaystyle P_{0},P_{1},\ldots ,P_{n}} называют аффинно зависимыми, если какую-либо из них, скажем, {\displaystyle P_{0}}, можно представить в виде барицентрической комбинации остальных точек. В противном случае эти точки называются аффинно независимыми.
Условию аффинной независимости точек можно придать иную форму: справедливо предложение, по которому точки аффинного пространства аффинно независимы тогда и только тогда, когда не существует нетривиальной сбалансированной комбинации данных точек, равной нулевому вектору.
Размерность аффинного пространства равна по определению размерности соответствующего пространства свободных векторов.
При этом число точек в максимальном аффинно независимом множестве точек аффинного пространства оказывается на единицу больше размерности пространства.
Любое из максимальных аффинно независимых множеств точек аффинного пространства можно трактовать как точечный базис (перенумеровав данные точки тем или иным способом).
Всякую точку пространства можно представить в виде барицентрической комбинации точек, входящих в точечный базис; коэффициенты этой комбинации называют барицентрическими координатами рассматриваемой точки.

## Вариации и обобщения
- Аналогичным образом определяется аффинное пространство над телом.